# Governatorato di Nablus

posizione del governatorato in Cisgiordania

Il governatorato di Nablus è uno dei sedici governatorati della Palestina, in Cisgiordania, 53 km a nord di Gerusalemme.
Il governatorato interessa l'area intorno alla città di Nablus che è muhfaza (sede) del governatorato. Il governatore del distretto è Mahmoud Aloul.

## Geografia antropica

### Città
- Nablus

### Municipalità
- Aqraba
- Asira ash-Shamaliya
- Beita
- Huwara
- Jammain
- Qabalan
- Sebastia
- Beit Furik

### Consigli di villaggio
- Asira al-Qibliya
- Azmut
- Awarta
- Al-Badhan
- Balata al-Balad
- Beit Dajan
- Beit Hasan
- Beit Iba
- Beit Imrin
- Beit Wazan
- Bizziriya
- Burin
- Burqa
- Deir al-Hatab
- Deir Sharaf
- Duma
- Einabus
- Furush Beit Dajan
- Ijnisinya
- Jurish
- Kafr Qallil
- Al-Lubban ash-Sharqiya

- Majdal Bani Fadil
- An-Naqura
- An-Naseriya
- Odala
- Osarin
- Qaryut
- Qusin
- Qusra
- Rujeib
- Salim
- Sarra
- As-Sawiya
- Talfit
- Talluza
- Tell
- Urif
- Yanun
- Yasid
- Yatma
- Zawata
- Zeita Jammain

### Campi profughi
- Askar
- Balata
- Ein Beit al-Ma'